# Pantoporia absoleta
Pantoporia absoleta is een vlinder uit de onderfamilie Limenitidinae van de familie Nymphalidae. De wetenschappelijke naam van de soort is voor het eerst geldig gepubliceerd in 1979 door Heinz Schröder & Colin Treadaway.